# Bill Leader
Bill Leader (New Jersey 1929) is een Brits geluidstechnicus en muziekproducent van Amerikaanse oorsprong. 
Leader werd geboren in de Amerikaanse crisisjaren en vertrok mede daardoor al vrij snel naar Engeland, de geboortegrond van zijn ouders. Hij groeide op in Dagenham, Mottingham en Shipley. Hij wilde van jongs af aan al geluidstechnicus worden en kreeg daartoe de kans toen hij in de Poolse ambassade in Londen voor de filmbibliotheek kon werken. Hij richtte uiteindelijk Topic Records, dat muziek uitgaf dat terug te vinden was in de met name Ierse folkmuziek. Een van de uitgaven betrof een album van Rambling Jack Elliot. Dat platenlabel gaf onvoldoende inkomsten en Leader ging werken in een platenwinkel in Oxford Street. Aldaar werkend kwam hij in contact met Nathan Joseph met wie hij Transatlantic Records oprichtte. Leader werd niet alleen geluidstechnicus, maar ook muziekproducent. Het label werd voornamelijk bekend door budgetopnamen. De albums verkochten voornamelijk in Engeland, daarbuiten was het platenlabel nauwelijks te verkrijgen. In de discografie van het label zijn tal van artiesten te vinden die buiten Engeland geen bekendheid hebben. Andere werden daarbuiten toch bekend, zoals Paddy Tunney, Davey Graham, Bert Jansch, John Renbourn, Gordon Giltrap en Dave Cartwright. Naar Transatlatic richtte hij samen met zijn vrouw Helen nog twee labels op Leader Records (samen met Alan Lomax en Trailer Records. Deze labels kregen buiten Engeland nog minder bekendheid dan Transatlantic.  Zijn grootste ontdekking is wellicht Gerry Rafferty, toen nog lid van The Humblebums.
De muziek verkocht nauwelijks. De verkoop bleef achter bij de verwachtingen en Transatlantic werd verkocht en verdween van het wereldtoneel. Het laatst werd van hem vernomen als zijnde hoofd audio van de Universiteit van Salford (2012). In 2012 ontving hij tevens vanuit de BBC de "Good Tradition-award".

## Discografie
Een selectie albums waar Bill Leader bij betrokken was:
- Street Songs & Fiddle Tunes of Ireland van Margaret Barry & Michael Gorman
- Woody Guthrie's Blues van Rambling Jack Elliott
- John Gibbon’s Disc van John Gibbon
- Peggy Seeger: Peggy Seeger
- Nancy Whiskey Sings van Nancy Whiskey
- 3/4 A.D. (1962) van Alexis Korner & Davey Graham
- Bert Jansch (1965) van Bert Jansch
- A Wild Bees Nest (1965) van Paddy Tunney
- Jack Orion (1966) van Bert Jansch
- The Irish Edge (1965) van Paddy Tunney
- The Watersons (1966) van The Watersons
- The Young Tradition (1966) van The Young Tradition
- Ireland Her Own (1965) van Paddy Tunney and Arthur Kearney, with Joe Tunney and Frank Kelly
- So Cheerfully Round (1967) van The Young Tradition
- Morning Stands On Tiptoe (1967) Dave and Toni Arthur
- Mason's Apron (1967) van The Dubliners
- Mainly Norfolk (1968) van Peter Bellamy
- Matt McGinn (1968) van Matt McGinn
- Humble Beginnings: The Complete Transatlantic Recordings, 1969-74 van Billy Connolly
- The Humblebums (1969) van The Humblebums
- Fair England’s Shore (1969) van Peter Bellamy
- The Lark In the Morning (1969) Dave and Toni Arthur with Barry Dransfield
- Young Hunting (1970) van Tony Rose
- Cruel Sister (1970) van Pentangle
- Hearken to the Witches Rune (1970) Dave and Toni Arthur
- New Humblebums (1970) van The Humblebums
- Mr. Fox (1970) van Mr. Fox
- Reflection (1971) van Pentangle
- He Came From the Mountains van Bob & Carole Pegg
- Rosemary Lane (1971) van Bert Jansch
- Tir Na Nóg (1971) van Tír na nÓg
- Tear and a Smile (1972) van Tír na nÓg
- Prosperous (1972) van Christy Moore
- A Lancashire Lad (1972) van Mike Harding
- Bright Phoebus (1972) van Mike and Lal Waterson
- No More Forever (1972) van Dick Gaughan
- The Boys of the Lough (1973) van The Boys of the Lough
- Swan Arcade (1973) van Swan Arcade
- Tell It Like It Was (1975) van Peter Bellamy
- The Barrack Room Ballads of Rudyard Kipling (1976) van Peter Bellamy
- Kist O'Gold (1977) van Dick Gaughan
- The Noah's Ark Trap (1977) van Nic Jones
- Gerry Rafferty (1978) van Gerry Rafferty
- From The Devil To A Stranger  (1978) Nic Jones
- Oddfellows; The Oddfellows (2011)
- Shreds; Ian Reynolds (2012)

### Genoemd als geluidstechnicus
- Jack Takes the Floor (1958) van Ramblin' Jack Elliott
- Chorus from the Gallows (1959) van Ewan MacColl
- Red Hot from Alex (1964) van Alexis Korner
- Bert and John (1966) van Bert Jansch & John Renbourn
- Another Monday (1967) van John Renbourn
- Sweet Primeroses (1967) van Shirley Collins
- Rags, Reels & Airs (1967) van Dave Swarbrick
- Gordon Giltrap (1968) van Gordon Giltrap
- Portrait (1969) van Gordon Giltrap
- True Hearted Girl (1977) van The Watersons
- Her Mantle So Green van Margaret Barry & Michael Gorman